# Ain Beida (Ouezzane)
Ain Beida o Ain Bida (àrab عين بيضاء) és una comuna rural de la província d'Ouezzane de la regió de Tànger-Tetuan-Al Hoceima. Segons el cens de 2014 tenia una població total de 11.978 persones.